# Ángel García Rollán
Ángel García Rollán va ser un militar espanyol.

## Biografia
Militar professional, pertanyia a l'arma d'infanteria. Després de l'esclat de la Guerra civil es va mantenir lleial a la Segona República, integrant-se amb posterioritat en l'Exèrcit Popular de la República. Arribaria a exercir les funcions de cap d'Estat Major de la 43a Divisió, unitat desplegada al nord del front d'Aragó. L'abril del 1938 va ser nomenat cap d'Estat Major del XIII Cos d'Exèrcit, al front de Terol. Es va mantenir en aquest lloc fins al mes d'agost del mateix any.
Amb posterioritat també exerciria la prefectura d'Estat Major del XVII Cos d'Exèrcit.